# Klimov Bluff
Das Klimov Bluff ist ein teilweise eisfreies und nach Osten ausgerichtetes Felsenkliff an der Walgreen-Küste des westantarktischen Marie-Byrd-Lands. Es ragt 2,5 km südöstlich des Mount Bray am südöstlichen Ende der Jenkins Heights auf.
Der United States Geological Survey kartierte das Kliff anhand eigener Vermessungen und Luftaufnahmen der United States Navy von 1959 bis 1966. Das Advisory Committee on Antarctic Names benannte es 1967 nach dem sowjetischen Austauschwissenschaftler Lew W. Klimow, der im antarktischen Winter 1966 auf der McMurdo-Station tätig war und von 1966 bis 1967 zur Mannschaft gehörte, die das Marie-Byrd-Land erkundete.